# Riedhof (Kaufering)
Riedhof ist ein Ortsteil der Gemeinde Kaufering im oberbayerischen Landkreis Landsberg am Lech.

## Geografie
Das Gut Riedhof liegt circa drei Kilometer nördlich von Kaufering auf der östlichen Hochterrasse des Lechs.

## Geschichte
In der Nähe des Gutes wurden bereits Besiedlungsspuren der Linearbandkeramik gefunden.

## Sehenswürdigkeiten
In Riedhof befindet sich ein Gutshof von 1910.